# Kano Hideki
Hideki Kano (sinh ngày 3 tháng 4 năm 1971) là một cầu thủ bóng đá người Nhật Bản.

## Sự nghiệp câu lạc bộ
Hideki Kano đã từng chơi cho Urawa Reds.